# Ludwig Böck
Pour les articles homonymes, voir Bock (homonymie).
Ludwig Böck, né le 7 septembre 1902 à Nesselwang et mort le 14 mars 1960, est un spécialiste du combiné nordique allemand. Il est le père d'Helmut Böck (de).

## Biographie

### Carrière sportive
En 1914, Ludwig Böck saute à 8 m ce qui est une distance plus importante que tous les autres enfants de Nesselwang.
En 1927, il remporte le championnat de l'Allgäu de ski de fond et il est invité pour des entraînements en vue des Jeux olympiques de 1928 . Il participe au Championnat de Suisse de ski à la place des championnats du monde de ski nordique 1927. 
Lors des Jeux olympiques d'hiver de 1928, il termine 7e du combiné nordique et 14e du 18 km en ski de fond,. 
En 1929 et en 1930, il participe aux championnats du monde de ski nordique. En 1931, il participe aux championnats des États-Unis de ski organisé à Cary Hill. Il se classe 2e du combiné nordique.
En 1937, Ludwig Böck devient le président du club de ski de Nesselwang et il construit des remontées mécaniques après la Seconde guerre mondiale. Ainsi, il permet le développement de la ville. En 1949, il saute pour le dernière fois pour l'ouverture du tremplin de Füssen,.

### Vie privée
Au cours de sa vie, il est propriétaire d'un hôtel, agriculteur et enseignant.
Il est le père d'Helmut Böck (de).

## Résultats

### Jeux olympiques
| Épreuve / Édition | St-Moritz 1928 |
| Combiné nordique  | 7e             |
| Ski de fond 18 km | 14e            |

### Championnats du monde
| Épreuve / Édition | Zakopane 1929 | Oslo 1930 |
| Ski de fond       | -             | Abandon   |
| Combiné nordique  | Abandon       | 36e       |
| Saut à ski        | -             | ?         |